# Thomas Savage (3e comte Rivers)
Pour les articles homonymes, voir Savage et Thomas Savage.
Thomas Savage, 3e comte Rivers (c. 1628 – 14 septembre 1694) est un pair anglais.

## Biographie
Il est le fils de John Savage (2e comte Rivers) de son épouse Catherine, fille de William Parker (5e baron Monteagle) . Son père est étroitement impliqué dans la guerre civile anglaise du côté royaliste à partir de 1641. En conséquence, il perd ses châteaux à Halton et à Rocksavage et leur contenu est confisqué.
Vers 1647, il épouse Elizabeth (née en 1627), fille illégitime d'Emanuel Scrope (1er comte de Sunderland) et de sa maîtresse, Martha Jeanes et ont Thomas, qui épouse Charlotte, fille de Charles Stanley (8e comte de Derby), Richard Savage (4e comte Rivers), Elizabeth et Annabella. Ils ont également d'autres enfants qui sont morts jeunes .
Il est généralement considéré comme un catholique romain et, lors du Complot papiste, il est dénoncé par des informateurs, mais les preuves sont si maigres qu'aucune accusation n'est portée à son encontre.
Vers 1684, il épouse en secondes noces Arabella, fille de Robert Bertie (3e comte de Lindsey). Ils n'ont pas d'enfant .
Il est décédé chez lui, rue Great Queen, dans la paroisse St Giles in the Fields, à Middlesex. Un monument à sa mémoire, de William Stanton, est installé à l'église St Michaels de Macclesfield .